# انغلفيلد (باركشير)
انغلفيلد (بالإنجليزية: Englefield, Berkshire)‏ هي قرية و أبرشية مدنية تقع في المملكة المتحدة في إنجلترا. يقدر عدد سكانها بـ 286 نسمة ومساحتها 9.25 كم2.